# Az univerzum védelmezői
Az univerzum védelmezői, más néven Lovag és az univerzum védelmezői, vagy csak Lovag (eredeti cím: He-Man and the Masters of the Universe) 2002 és 2004 között bemutatott amerikai televíziós animációs sorozat, melyet az eredeti 1983-as változatot is megalkotó Michael Halperin vitt képernyőre. Az animációt a Mike Young Productions dolgozta ki. Amerikában a sorozat premiere a Cartoon Network Toonami műsorblokkjában volt látható 2002. augusztus 16-án. Magyarországon szintén a Cartoon Network vetítette, ugyancsak a Toonami műsorblokkban, de csak az első évadot.

## Ismertető
Amikor Csontarcú és gonosz csatlósai Eterika-t (Eternia) fenyegetik, feltűnik egy új hős, az univerzum leghatalmasabbja. A Lovag, aki azért jött, hogy megóvja a földet. Amikor Adam herceg kezébe veszi a Varázslónőtől kapott fegyvert, az "erő kardját", s kimondja a "Segíts vének tanácsa! Velem van az erő!" mondatokat, azon nyomban a hatalmas Lovaggá (He-Man) alakul át. Szövetségeseivel, Páncélossal, Teela-val, Faltörővel és más hősi harcosokkal együtt a Lovag Eterika (Eternia) védelméért küzd, egy olyan helyért, ahol a varázslat és a tudomány összefog annak érdekében, hogy megteremtse a technológiai csoda és barbár mágia világát.

## Szereplők
| Szereplő                                     | Eredeti hang    | Magyar hang                                 |
| -------------------------------------------- | --------------- | ------------------------------------------- |
| Adam herceg / A Lovag (Prince Adam / He-Man) | Cam Clarke      | Hamvas Dániel / Dózsa Zoltán                |
| Teela                                        | Lisa Ann Beley  | F. Nagy Erika                               |
| Páncélos (Man-At-Arms)                       | Garry Chalk     | Borbiczki Ferenc                            |
| Faltörő (Ram Man)                            | Scott McNeil    | Ifj. Jászai László                          |
| Mekaneck                                     | Gabe Khouth     | Dolmány Attila                              |
| Stratos                                      | Scott McNeil    | Sebestyén András                            |
| Álarc (Man-E-Faces)                          | Paul Dobson     | Mikula Sándor (ember) Koncz István (szörny) |
| Fullánk (Buzz-Off)                           | Brian Dobson    | Szakács Tibor                               |
| Orko                                         | Gabe Khouth     | Elek Ferenc                                 |
| Randor király                                | Michael Donovan | Gesztesi Károly                             |
| Varázslónő (Sorceress)                       | Nicole Oliver   | Tímár Éva                                   |
| Csontarcú (Skeletor)                         | Brian Dobson    | Bezerédi Zoltán                             |
| Démonika (Evil-Lyn)                          | Kathleen Barr   | Zsolnay Júlia                               |
| Tri-Klops                                    | Paul Dobson     | Takátsy Péter                               |
| Trap Jaw                                     | Paul Dobson     | Schneider Zoltán                            |
| Clawful                                      | Scott McNeil    | Holl János                                  |
| Mer-Man                                      | Scott McNeil    | Tóth Zoltán                                 |
| Szörnyember (Beast Man)                      | Scott McNeil    | Dózsa László                                |
| Ciklon (Sy-Klone)                            | John Payne      | Tarján Péter                                |
| Roboto                                       | Michael Donovan | Dányi Krisztián                             |
| Marzo gróf                                   | Michael Donovan | Király Attila                               |

## Magyar változat
A szinkront a Mafilm Audio Kft. készítette.
- Magyar szöveg: Kiss Odett
- Hangmérnök: Erdélyi Imre
- Vágó: Majoros Eszter
- Gyártásvezető: Gelencsér Adrienne
- Szinkronrendező: Kosztola Tibor
- Felolvasó: Korbuly Péter

## Epizódok

### Évados áttekintés
| Évad | Évad | Epizódok | Eredeti sugárzás   | Eredeti sugárzás  | Magyar sugárzás  | Magyar sugárzás  |
| Évad | Évad | Epizódok | Évadpremier        | Évadfinálé        | Évadpremier      | Évadfinálé       |
| ---- | ---- | -------- | ------------------ | ----------------- | ---------------- | ---------------- |
|      | 1    | 26       | 2002. augusztus 16 | 2003. október 11. | 2004. március 6. | 2004. július 20. |
|      | 2    | 13       | 2003. október 18.  | 2004. január 10.  | TBA              | TBA              |

### 1. évad (2002-2003)
| #   | #   | Eredeti cím                 | Magyar cím                     | Rendezde    | Írta                             | Eredeti premier      | Magyar premier    |
| --- | --- | --------------------------- | ------------------------------ | ----------- | -------------------------------- | -------------------- | ----------------- |
| 1.  | 1.  | The Beginning, Part 1       | A harc kezdete, 1. rész        | Gary Hartle | Dean Stefan                      | 2002. augusztus 16   | 2004. március 6.  |
| 2.  | 2.  | The Beginning, Part 2       | A harc kezdete, 2. rész        | Gary Hartle | Dean Stefan                      | 2002. augusztus 16   | 2004. március 6.  |
| 3.  | 3.  | The Beginning, Part 3       | A harc kezdete, 3. rész        | Gary Hartle | Dean Stefan                      | 2002. augusztus 16   | 2004. március 6.  |
| 4.  | 4.  | The Courage of Adam         | Adam hősködése                 | Gary Hartle | Dean Stefan                      | 2002. szeptember 20. | 2004. március 6.  |
| 5.  | 5.  | Sky War                     | Égi háború                     | Gary Hartle | Michael Reaves                   | 2002. szeptember 27. | 2004. március 7.  |
| 6.  | 6.  | The Deep End                | Mélytengeri szörnyeteg         | Gary Hartle | Brooks Wachtel                   | 2002. október 4.     | 2004. március 7.  |
| 7.  | 7.  | Lessons                     | Választások                    | Gary Hartle | Larry DiTillio                   | 2002. október 11.    | 2004. március 13. |
| 8.  | 8.  | Siren's Song                | A szirén dala                  | Gary Hartle | William Forrest Cluverius        | 2002. október 18.    | 2004. március 14. |
| 9.  | 9.  | The Ties That Bind          | A varázslónő titka             | Gary Hartle | Dean Stefan                      | 2002. október 25.    | 2004. március 20. |
| 10. | 10. | Dragon's Brood              | Sárkánykölykök                 | Gary Hartle | Michael Edens, Mark Edward Edens | 2002. november 1.    | 2004. március 21. |
| 11. | 11. | Turnabout                   | Változások                     | Gary Hartle | Len Uhley                        | 2002. november 15.   | 2004. március 27. |
| 12. | 12. | Mekaneck's Lament           | Mekaneck bánata                | Gary Hartle | Erik Runnels, Lara Runnels       | 2002. november 22.   | 2004. március 28. |
| 13. | 13. | Night of the Shadowbeasts   | A sötétség árnyai              | Gary Hartle | Michael Reaves                   | 2002. november 22.   | 2004. április 3.  |
| 14. | 14. | Underworld                  | Harc a föld alatt              | Gary Hartle | Steven Melching                  | 2002. december 13.   | 2004. április 4.  |
| 15. | 15. | The Mystery of Anwat Gar    | Az ősök kövei                  | Gary Hartle | Kevin D. Campbell                | 2002. december 20.   | 2004. április 10. |
| 16. | 16. | The Monster Within          | A belső szörnyeteg             | Gary Hartle | Larry DiTillio                   | 2002. december 27.   | 2004. április 11. |
| 17. | 17. | Roboto's Gambit             | Roboto lelke                   | Gary Hartle | Michael Reaves                   | 2003. március 1.     | 2004. április 24. |
| 18. | 18. | Trust                       | A bizalom                      | Gary Hartle | William Forrest Cluverius        | 2003. március 8.     | 2004. július 10.  |
| 19. | 19. | Orko's Garden               | Orko kertje                    | Gary Hartle | Len Uhley                        | 2003. március 18.    | 2004. július 11.  |
| 20. | 20. | Buzz-Off's Pride            | A büszke harcos                | Gary Hartle | Christy Marx, Randall Littlejohn | 2003. március 22.    | 2004. július 16.  |
| 21. | 21. | Snake Pit                   | A kígyó mérge                  | Gary Hartle | Steven Melching                  | 2003. március 29.    | 2004. április 25. |
| 22. | 22. | The Island                  | A tanító                       | Gary Hartle | Dean Stefan                      | 2003. április 5.     | 2004. július 20.  |
| 23. | 23. | The Sweet Smell of Victory  | A győzelem szaga               | Gary Hartle | Kevin D. Campbell                | 2003. április 12.    | 2004. május 1.    |
| 24. | 24. | Separation                  | A széthasadó bolygó            | Gary Hartle | Larry DiTillio                   | 2003. április 19.    | 2004. május 2.    |
| 25. | 25. | The Council of Evil, Part 1 | A gonoszok szövetsége, 1. rész | Gary Hartle | Dean Stefan                      | 2003. október 4.     | 2004. május 8.    |
| 26. | 26. | The Council of Evil, Part 2 | A gonoszok szövetsége, 2. rész | Gary Hartle | Dean Stefan                      | 2003. október 11.    | 2004. május 9.    |

### 2. évad (2003-2004)
| #   | #   | Eredeti cím                   | Rendezte    | Írta              | Eredeti premier    |
| --- | --- | ----------------------------- | ----------- | ----------------- | ------------------ |
| 27. | 1.  | The Last Stand                | Gary Hartle | Dean Stefan       | 2003. október 18.  |
| 28. | 2.  | To Walk with Dragons          | Gary Hartle | Dean Stefan       | 2003. október 25.  |
| 29. | 3.  | Out of the Past               | Gary Hartle | Dean Stefan       | 2003. november 1.  |
| 30. | 4.  | Rise of the Snake Men, Part 1 | Gary Hartle | Steve Melching    | 2003. november 8.  |
| 31. | 5.  | Rise of the Snake Men, Part 2 | Gary Hartle | Steve Melching    | 2003. november 15. |
| 32. | 6.  | The Price of Deceit           | Gary Hartle | Larry DiTillio    | 2003. november 22. |
| 33. | 7.  | Of Machines and Men           | Gary Hartle | Michael Halperin  | 2003. november 29. |
| 34. | 8.  | Second Skin                   | Gary Hartle | Steve Melching    | 2003. december 6.  |
| 35. | 9.  | The Power of Grayskull        | Gary Hartle | Dean Stefan       | 2003. december 13. |
| 36. | 10. | Web of Evil                   | Gary Hartle | Kevin D. Campbell | 2003. december 20. |
| 37. | 11. | Rattle of the Snake           | Gary Hartle | Steve Melching    | 2003. december 27. |
| 38. | 12. | History                       | Gary Hartle | Larry DiTillio    | 2004. január 3.    |
| 39. | 13. | Awaken the Serpent            | Gary Hartle | Dean Stefan       | 2004. január 10.   |